# Evangelisch-Reformierter Friedhof (Warschau)

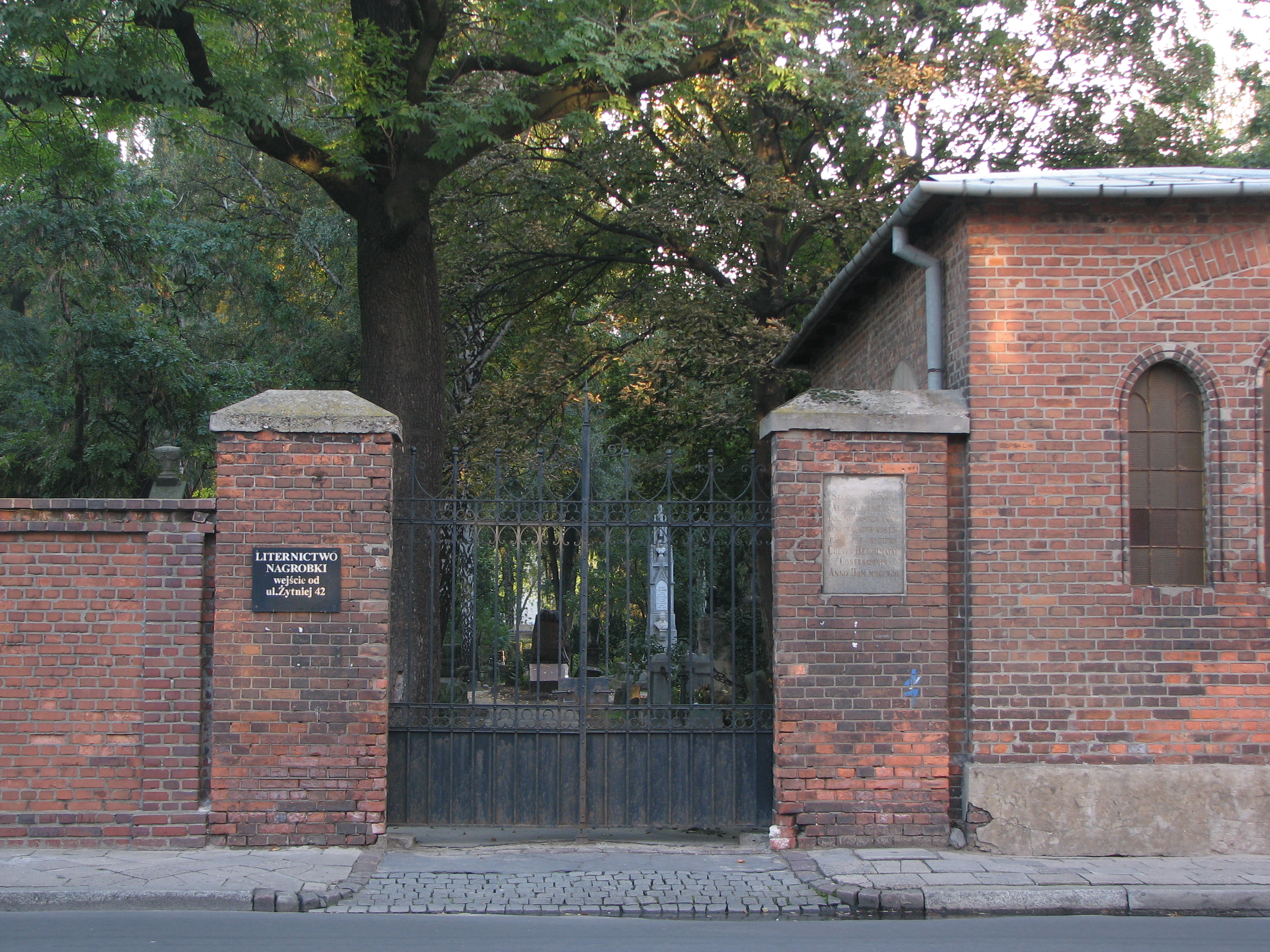
Eingang von der ul. Młynarska

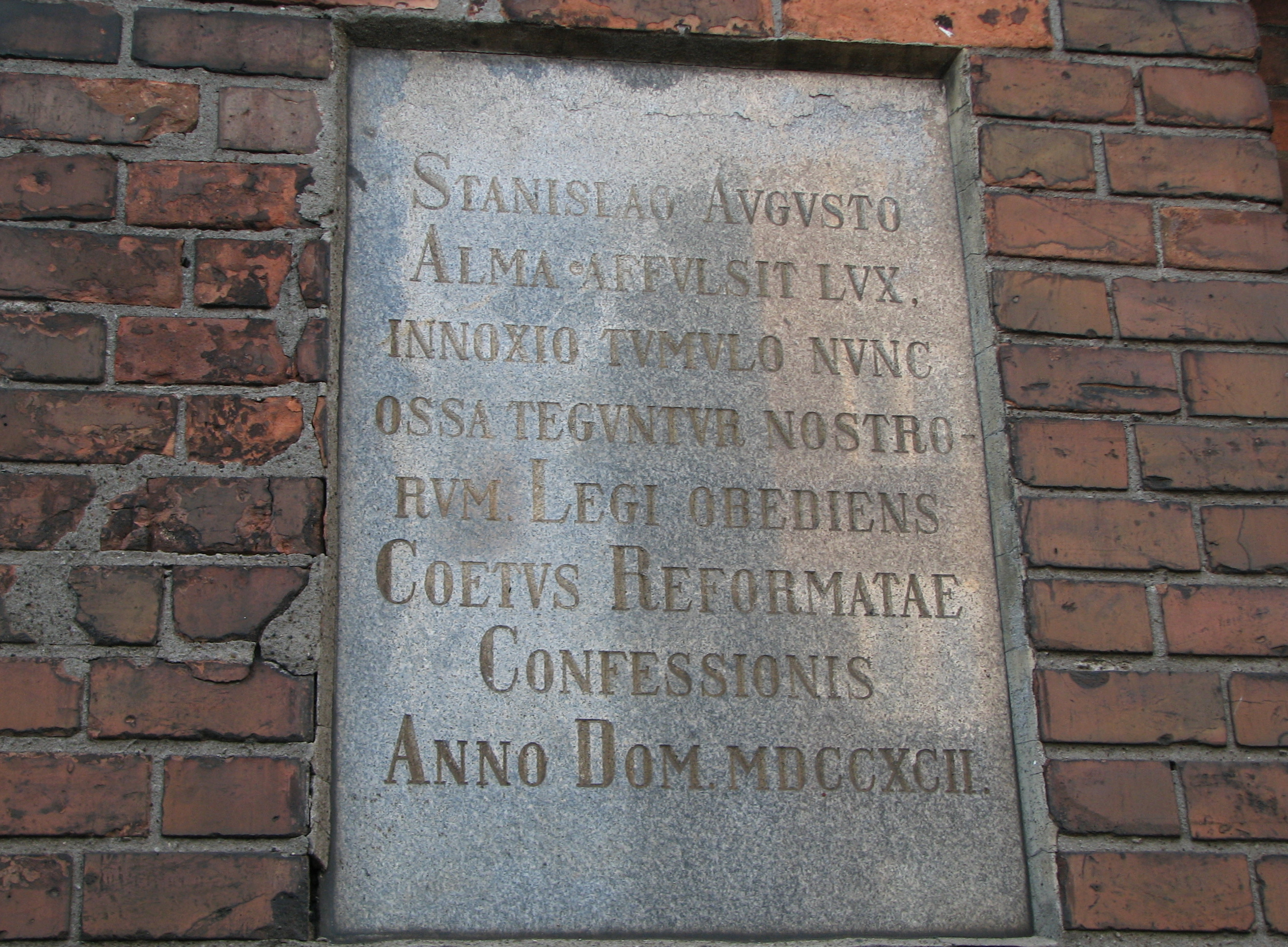
Tafel am Eingang zum Friedhof:
Stanislao Augusto alma affulsit lux. Innoxio tumulo nunc ossa teguntur nostrorum. Legi obediens coetus reformatae confessionis. Anno dom. MDCCXCII.

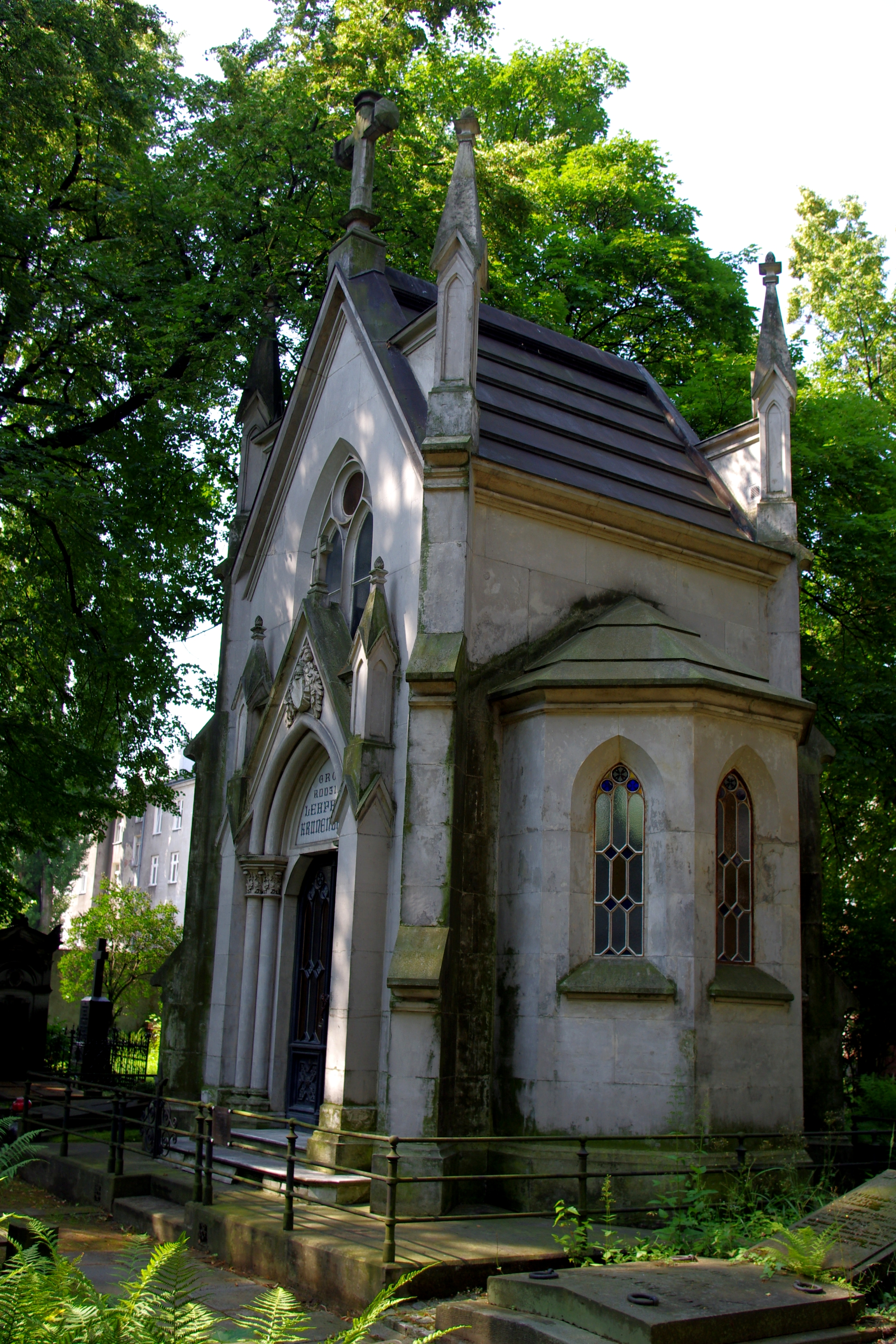
Mausoleum der Familie Kronenberg

Der Evangelisch-Reformierte Friedhof in Warschau (polnisch: Cmentarz ewangelicko-reformowany w Warszawie) liegt an der ul. Żytnia 42. Ein weiterer Zugang befindet sich an der ul. Młynarska. Im Norden grenzt der rund 15.000 Quadratmeter große Friedhof an den größeren Evangelisch-Augsburgischen Friedhof. Er wurde Ende des 18. Jahrhunderts zur Regierungszeit von Stanisław August Poniatowski eröffnet und wird noch heute genutzt. Er ist in das Denkmalregister der Stadt Warschau (Nr. 310) eingetragen.

## Geschichte
Der Friedhof wurde am 2. Mai 1792 zur Nutzung durch die calvinistische Gemeinde in Warschau eröffnet. Er hatte damals eine Größe von 2.700 Quadratmetern. Der alte, Mitte des 17. Jahrhunderts angelegte Friedhof der evangelischen Gemeinden an der ul. Leszno (Alter Evangelischer Friedhof) musste aufgrund hygienebedingten Verbots der weiteren Nutzung damals innerstädtischer Friedhöfe aufgegeben werden. Nach Eröffnung des neuen Friedhofs an der Młynarska wurde der alte aufgelassen, heute befinden sich an seiner Stelle Wohnblocks aus der Nachkriegszeit. Nur die alte Friedhofskapelle wurde erhalten; sie dient heute als Warschauer Kammeroper.
Der Friedhof war immer wieder Schauplatz von Kämpfen und Zerstörungen. Bereits 1794 wurde er im Rahmen von Kampfhandlungen während des Kościuszko-Aufstandes, als Gelände zur Errichtung von Artilleriestellungen, stark beschädigt. 1831 diente er erneut als Teil der Verteidigungslinie im Novemberaufstand. Er gehörte zu den letzten Bastionen der polnischen Armee, die fielen; entsprechend umkämpft war die Anlage. Beim Angriff auf Warschau 1939 diente der Friedhof wieder als Stellung der Verteidiger. Und beim Warschauer Aufstand im Jahr 1944 befanden sich hier zunächst Büros von Leitungseinheiten der polnischen Heimatarmee, später war er stark umkämpft, bis er schließlich deutschen Truppen in die Hände fiel. Das Verwaltungsgebäude brannte ab, dabei wurden auch die Friedhofsbücher vernichtet. Mauern, Zäune und Grabstätten wurden weitgehend zerstört.
1947 wurde ein Verwaltungsgebäude an anderer Stelle wieder aufgebaut und 1984 wurde auch die Friedhofskapelle wieder errichtet. Bis dahin hatte der Gottesdienst im heute unter Denkmalschutz stehenden Mausoleum von Leopold Kronenberg stattgefunden. Bedeutende Großereignisse in der Geschichte des Friedhofs waren 1860 die Beerdigung von Katarzyna Sowińska (Katharina, geb. Schraeder), der Witwe des Generals Józef Sowiński, und 1925 die Beerdigung von Stefan Żeromski. Neben Calvinisten wurden hier im Laufe der Jahrhunderte auch Angehörige anderer Glaubensrichtungen bestattet, wie zum Beispiel Hugenotten und Schweizer Protestanten (Angehörige der Familien Lacour, Lardelin, Semadini), Juden (Familien Kronenberg, Halpern, Loewenstein), Anglikaner, Methodisten, Baptisten, Adventisten oder Arianer. Andrzej Szczypiorski, der mit Entwicklungen in der katholischen Kirche unzufrieden war, ließ sich hier anstelle des prestigeträchtigen Powązki-Friedhofs begraben.
Eigentümer des Friedhofes ist die evangelisch-reformierte Gemeinde in Warschau mit der Anschrift Aleja Solidarności 76a, die der evangelisch-reformierten Kirche angehört - Teil des Polnischen Ökumenischen Rates. Der Friedhof wird ökumenisch genutzt; er steht Angehörigen anderer protestantischer Glaubensrichtungen offen. Im Jahr 1989 wurde ein Komitee zur Erhaltung und Pflege des Friedhofs gegründet (polnisch: Społeczny Komitet Opieki nad Zabytkami Cmentarza Ewangelicko-Reformowanego w Warszawie).

## Gräber bedeutender Personen
- Michał Arct (1840–1918) – Buchhändler und Verleger
- Jan Baszkiewicz (1930–2011) – Jurist und Historiker
- Henryka Beyer (1782–1855), Malerin
- Karol Beyer (1818–1877) – Fotograf
- Jan Baudouin de Courtenay (1845–1929) – Sprachwissenschaftler
- Jan Stanisław Bystroń (1890–1962) – Ethnologe, Kulturhistoriker
- Ludwik Cohn (1902–1981) – Anwalt und Politiker
- Lucyna Ćwierczakiewiczowa (1829–1901) – Fachbuchautorin
- August Karol Diehl (1837–1908) – Superintendent der evangelisch-reformierten Kirche in Polen
- Henryk Fanshawe (1756–1828) – russischer General
- Johann Zacharias Frey (1769–1829), Maler (Grab existiert nicht mehr)
- Anna German (1936–1982) – Sängerin
- Aleksander Gins (1821–1908) – Druckereibesitzer
- Tadeusz Jarosz (1931–2011) – Ingenieur
- Juliusz Kaden-Bandrowski (1885–1944) – Schriftsteller
- Jacek Karpiński (1927–2010) – Konstrukteur
- Tadeusz Karszo-Siedlewski (1893–1939) – Unternehmer und Politiker
- Aleksander Kircun (1905–1989) – Geistlicher
- Leopold Stanisław Kronenberg (1812–1878) – Unternehmer und Bankier
- Stanisław Leopold Kronenberg (1846–1894) – Bankier
- Zofia Lejmbach (1901–1995) – Hochschullehrerin
- Adam Łysakowski (1895–1952) – Bibliothekar
- Tola Mankiewiczówna (1900–1985) – Schauspielerin und Sängerin
- Leon Majman (1911–2007) – Diplomat
- Bohdan Marconi (1894–1975) – Konservator
- Władysław Marconi (1848–1915) – Architekt
- Kazimierz Mijal (1910–2010) – Minister
- Kazimierz Muranty (1925–2004) – Geistlicher
- Marceli Nencki (1847–1901)
- Jan Niewieczerzał (1914–1981) – Superintendent der evangelisch-reformierten Kirche in Polen
- Ludwik Wincenty Norblin (1836–1914) – Unternehmer
- Kazimierz Orzechowski (1878–1942) – Neurolog
- Stanisław Prauss – Flugzeugkonstrukteur
- Tadeusz Prauss – Pilot und Offizier
- Adam Próchnik (1892–1942) – Historiker
- Jeremi Przybora (1915–2004) – Dichter und Autor
- Juliusz Rawicz (1936–2013) – Journalist
- Karol Sierakowski (1747–1820) – General und Lehrer
- Witold Sierpiński (1927–2009) – Ökonom
- Józef Simmler (1823–1868) – Maler
- Bronisław Zygmunt Siwik (1878–1933) – Politiker
- Hanna Skarżanka (1917–1992) – Schauspielerin
- Stefan Skierski (1873–1948) – Superintendant der evangelisch-reformierten Kirche in Polen
- Władysław Spasowski (1877–1941) – Pädagoge
- Michał Stankiewicz (1923–1985) – Geistlicher
- Aniela Steinsbergowa (1896–1988) – Anwalt und Politiker
- Andrzej Szczypiorski (1928–2000) – Dichter und Politiker
- Janusz Szpotański (1929–2001) – Schachspieler
- Jan Świderski (1904–1988) – Hochschullehrer
- Lech Tranda (1956–2012) – Geistlicher
- Paul Tremo (1733–1810) – Küchenmeister
- Tadeusz Tomaszewski (1910–2000) – Psychologe
- Jan Walc (1948–1993) – Literaturhistoriker
- August Teodor Werner (1836–1902) – Unternehmer
- Wacław Werner (1879–1948) – Hochschullehrer
- Karol Fryderyk Woyda (1771–1845) – Oberbürgermeister von Warschau
- Monika Żeromska (1913–2001) – Künstlerin
- Stefan Żeromski (1864–1925) – Publizist
- Katarzyna Antonina Sowińska (1776–1860) – Ehefrau des Generals Sowiński und Aktivistin